# Goncourt fivérek

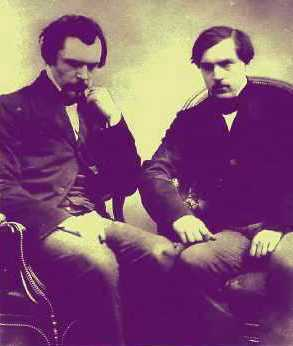
Edmond (balra) és Jules de Goncourt (Nadar felvétele)

A Goncourt fivérek – Edmond de Goncourt (1822–1896) és Jules de Goncourt (1830–1870) – két francia írótestvér, az irodalomtörténet egyik leghíresebb alkotói párja. Együtt éltek, közösen írták könyveiket. Az első naturalista regény szerzői, a naturalizmus úttörői a regényirodalomban. Nevüket viseli a francia irodalmi díj és akadémia, melyet alapítottak.

## Indulásuk
Edmond tizenkét éves, Jules még négyéves sem volt, amikor apjuk meghalt; 1846-ban elvesztették anyjukat. Jelentős vagyont örököltek, ami lehetővé tette, hogy a művészetnek, az irodalomnak szenteljék életüket. Kezdetben festészettel és drámaírással foglalkoztak, de próbálkozásaik sikertelenek maradtak. Nem kapott elismerést első, történeti tárgyú könyvük sem (En 18…, 1851), mely épp a Louis Napoléon Bonaparte által végrehajtott decemberi puccs napjaiban jelent meg.

## Művelődés- és művészettörténeti művek
A 18. század életmódját és művészetét sok részletgazdagsággal bemutató munkáikkal jelentkeztek az irodalomban, melyek már komoly elismerést kaptak. Az 1850-es években megjelent könyveik középpontjában nem a politika, hanem elsősorban a hétköznapok eseményei álltak. Eredeti módon használták fel bennük a kor apró nyomtatványait (színházi műsorok, ruhaminták, étlapok) és más dokumentumait: Histoire de la Société française pendant la Révolution (A francia társadalom története a Forradalom idején, 1854) és Portraits intimes du dix-huitième siècle (18. századi intim portrék, 1857–1858). A 18. századi francia művészetről publikált munkájukkal sikerrel hívták fel a figyelmet Watteau, Fragonard, François Boucher és mások életművére, jelentőségére (L'Art du dix-huitième siècle, 1859). Már ekkor megmutatkozott írásaik néhány jellemzője: a csiszolt stílus és a részletek, a dokumentumok kitüntetett szerepe.

## Regények
Közös munkásságuk tetőpontján, az 1860-as években hat regényt írtak és jelentettek meg.
Ezeket is „emberi dokumentumok”-ra, közvetlen környezetük mindennapi valóságából megismert történetekre és hősökre építették.  
- a Charles Demailly (1860) egy ismerős házaspár története
- a Sœur Philomène (1861) Rouen egyik kórházában megtörtént eseményen alapul, melyet egy barátjuk elbeszéléséből ismertek
- a Renée Mauperin (1864) hősnőjének prototípusa egykori gyermekkori pajtásuk
- a Germinie Lacerteux (1865) az alacsony társadalmi osztály életéből vett első nagy francia regény, Zola munkáskörnyezetű könyveinek előhírnöke; ehhez házvezetőnőjük korábbi züllött életét vették alapul
- a Manette Salomon (1867) személyes ismerőseiknek, művészeknek és modelleknek állít emléket
- a Madame Gervaisais (1869) nagynénjük vallási megszállottságát és halálát beszéli el.

Regényíróként céljuk a valóság hű ábrázolása volt, koruknak minden szennyével, kegyetlenségével együtt. Gondosan gyűjtötték a mindennapi élet jellemző tényeit, a „modern”, érzékeny ember lelki életének megnyilvánulásait. Központi hőseik nem kivételes emberek, akik úrrá lesznek az élet nehézségein, hanem a hétköznapok többnyire passzív figurái; a körülményeket nem annyira alakítják, mint inkább hatását elszenvedik. Gyakran az akarerő beteges hiánya jellemzi alakjaikat, ez okozza a hős bukását, ami néha elzüllésben nyilvánul meg. „Mi voltunk a modern idegesség Keresztelő Szent Jánosai.” – idézi Edmond de Goncourt naplóbejegyzését Szerb Antal, majd hozzáteszi: – „A Goncourt-ok esetében az a tragikus, hogy csakugyan mindent ők találtak ki. A századvégi „modernség” minden szála hozzájuk vezet; oly gazdag kezdeményezők, mint a XVIII. században Diderot.
A festők, írók világát ábrázoló regényeik modellje a becsvágy és a való élet ellentmondásai között vergődő művész (Manette Salomon és Charles Demailly, eredeti címe: Les hommes de lettres). Az utóbbi hőse betegesen érzékeny, pesszimista beállítottságú művész, az őt játékszerként használó, züllött színésznő iránti őszinte szerelmének áldozata. 
Legismertebb regényük valószínűleg a Germinie Lacerteux (1865), „a hisztéria egyik első mélyreható elemzése az irodalomban.” Tartalmát így foglalta össze Ambrus Zoltán: „A Germinie Lacerteux az első igazán naturalista regény. Ízekre szedése egy egészen az öntudatlanságig egyszerű lénynek. Egy szegény cselédlányról szól, akiben megvolna minden jóra vezető hajlandóság s minden jóra való készség, aki azonban csak: asszonyi állat. (…) A gaz férfinak, aki kizsákmányolja, mindenre rávehető, vak eszközévé válik, s gyorsan gurul lefelé a sárba, a sáros halálba, hogy végül tetemét a közös sírba vessék.” Szinte a naturalista regény mintája lehetne ez a könyv, emlékeztet Zola későbbi történeteire, akire saját bevallása szerint nagy hatással volt.
A Soeur Philoméne egy apáca és egy kórházi segédorvos önmaguk előtt is titkolt, majd a ráébredés után önváddal terhelt, öngyilkosságba torkolló szerelmének megható története. „Ebben a regényben érvényesül leginkább a Goncourtoknak az a jellemző tulajdonsága, mely a naturalizmus többi rajongójától annyira megkülönbözteti őket: az érzések nőies gyöngédsége, s a gyöngéd érzések elemzésében megnyilvánuló, csupa érzékenységre és csodálatosan fejlett idegrendszerre való rendkívüli finomság.”

### Stílusuk
Stílusukat maguk a szerzők is „artisztikus”-nak nevezték, mások a festőkéhez hasonlították. Munkájukat rendkívüli műgond jellemezte, de a megfelelő kifejezés görcsös keresése (le mot qui peint), a jelzők halmozása modorossá tette írásaikat. Ez a stílus már akkor is gyakran erőltetettnek, kényeskedőnek hatott, inkább csak a beavatottak számára lehetett vonzó. „A Goncourt-ok az írók írói – mégis megmérgezi életüket a sikertelenség, annak felismerése, hogy a nagyközönség nem kíváncsi az elit-írók művészetére.” Regényeiket ma már alig olvassák.

## Közös munkáik

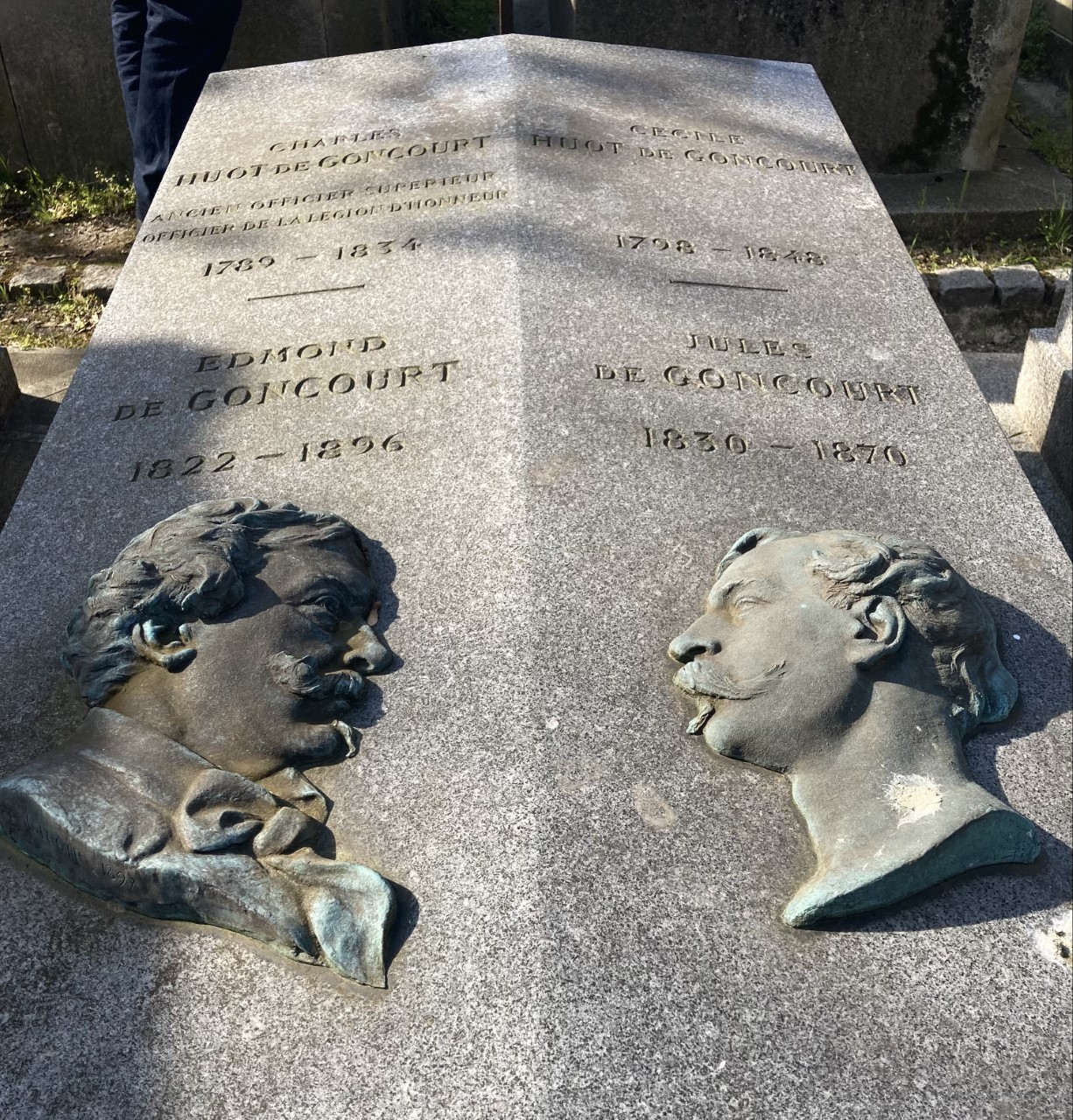
A fivérek és szüleik sírja a Montmartre-i temetőben (Division 13.)

### Művelődés- és művészettörténeti művek
- Histoire de la société française pendant la Révolution (1854)
- Portraits intimes du XVIII siècle (1857–1858)
- Histoire de Marie-Antoinette (1858)
- L'Art au XVIIIe siècle (1859)
- Les maîtresses de Louis XV (1860)
- La Femme au XVIIIe siècle (1862)

### Regények
- Charles Demailly (eredeti címe: Les hommes de lettres, 1860)
- Sœur Philomène (1861)
- Renée Mauperin (1864)
- Germinie Lacerteux (1865)
- Idées et sensations (1866)
- Manette Salomon (1867)
- Madame Gervaisais (1869)

Külön említendő óriási terjedelmű Naplójuk, életük krónikája és a korabeli művészvilág értékes dokumentuma, melyet kezdetben főként Jules de Goncourt vezetett, majd az ő halála után testvére folytatott és adott ki 1887-től kezdve haláláig.

## Magyarul

### Közösen írott műveik
- Demailly Károly; ford. ifj. Korányi Frigyes, bev. Ambrus Zoltán; Révai, Bp., 1905
- Mauperin Renée / Faustin Julia; ford. Salgó Ernő, Adorján Andor et al.; Révai, Bp., 1908 (Klasszikus regénytár)
- Lacerteux Germinie. Regény; ford., bev. Fehér Sándor; Tevan, Békéscsaba, 1918
- A nő a XVIII. században; ford., átdolg. Wildner Ödön és Fábry Rezső; Rózsavölgyi és Tsa, Bp., 1921
- Madame Gervaisais; ford. Győri Károly; Táltos, Bp., 1923
- Germinie Lacerteux. Regény; ford. Bajomi Lázár Endre; Európa, Bp., 1968
- A XVIII. század művészete és egyéb művészettörténeti tanulmányok; ford. Pődör László, bev. J. P. Bouillon; Corvina, Bp., 1975